# Le storie della baia
Le storie della Baia è una serie a fumetti italiana della Disney pubblicata su Topolino tra il 2001 e il 2005. Ambientate nella fittizia cittadina di Duckport, un piccolo villaggio di marinai, le storie ruotano attorno ai tre protagonisti: il marinaio Moby Duck, il suo assistente Paper Hoog e il gabbiano domestico Trippa. La serie comprende un totale di venti storie: le prime sette, collegate da una sottile trama orizzontale, furono pubblicate a cadenza settimanale nell'estate 2001, mentre le altre apparvero in modo discontinuo fino al 2005.
A queste 20 storie si aggiunge la mini storia Marinai fuori rotta composta da solo due tavole, pubblicate sui numeri di Topolino 2407-2408. 

## Elenco delle storie
| n. | Titolo                                   | Data di pubblicazione | Volume Topolino |
| -- | ---------------------------------------- | --------------------- | --------------- |
| 1  | Intrigo a Duckport                       | 10 luglio 2001        | Topolino 2380   |
| 2  | L'oro dello Sparviero                    | 17 luglio 2001        | Topolino 2381   |
| 3  | Destinazione Baytown                     | 24 luglio 2001        | Topolino 2382   |
| 4  | Minaccia dal fondo                       | 31 luglio 2001        | Topolino 2383   |
| 5  | Carbonella S.P.A. (Servizio Posta Aerea) | 7 agosto 2001         | Topolino 2384   |
| 6  | Sulle tracce del nostromo                | 14 agosto 2001        | Topolino 2385   |
| 7  | La resa dei conti                        | 21 agosto 2001        | Topolino 2386   |
| 8  | Un rimedio per Trippa                    | 11 dicembre 2001      | Topolino 2402   |
| 9  | Fuochi nella notte                       | 8 gennaio 2002        | Topolino 2406   |
| 10 | L'isola dei pirati                       | 30 aprile 2002        | Topolino 2422   |
| 11 | Scacco al re                             | 9 luglio 2002         | Topolino 2432   |
| 12 | La ballata della saetta                  | 30 luglio 2002        | Topolino 2435   |
| 13 | La previsione imprevista                 | 20 agosto 2002        | Topolino 2438   |
| 14 | L'enigma del quadro                      | 25 marzo 2003         | Topolino 2469   |
| 15 | Una questione d'orgoglio                 | 10 giugno 2003        | Topolino 2480   |
| 16 | La locanda delle sette conchiglie        | 15 luglio 2003        | Topolino 2485   |
| 17 | Capodanno con inganno                    | 4 gennaio 2005        | Topolino 2562   |
| 18 | Il Lindorn                               | 5 aprile 2005         | Topolino 2575   |
| 19 | Dov'è Trippa?                            | 14 giugno 2005        | Topolino 2585   |
| 20 | Il tesoro dell'oceano                    | 23 agosto 2005        | Topolino 2595   |

## Trama

### Intrigo a Duckport
- Scritto da Alberto Savini
- Disegnato da Silvio Camboni
- Pubblicato il 10 luglio 2001 su Topolino n. 2380

Dopo essere naufragato a causa di una violenta tempesta, Moby Duck riesce a tornare a Duckport trainato dal Rutilante, il brigantino del perfido magnate Azimuth Van Quack. Una volta a terra si dirige immediatamente da Isidor, il carpentiere del paese per farsi costruire un nuovo sloop che vorrebbe come sempre pagare con le perle che ha raccolto nei suoi viaggi, ma l'amico gli comunica che il mercato perlifero è crollato. Moby si dirige allora da Wang, che commercia perle, e anch'esso gli conferma la notizia, rifiutandosi di comprare le sue perle a causa di altri accordi con Azimuth ma ha intenzione di fare il doppio gioco prendendosi prima la ricompensa offertagli da Azimuth per far crollare il mercato perlifero e poi rivendere lo stesso le perle a Moby. Il giorno seguente Wang va a riscuotere la ricompensa ma Azimuth, che pensa che quelle perle in mano a Moby possano distrarre il commerciante cinese, manda il suo servitore Sagola per sbarazzarsene. Quella notte Moby, sotto consiglio di Nina, si fa accompagnare da Paper Hoog sino alla baia di Baytown dove trova finalmente un mercante che acquista le sue pregiate perle. Sagola, sotto ordine di Azimuth, ha seguito l'imbarcazione dei due paperi e sulla rotta del ritorno affonda la barca di Paper Hoog cosicché Moby non possa ritornare a Duckport con l'oro che ha ricavato. Moby però è stato previdente e ha nascosto le monete dentro la ruota da timone che aveva appena acquistato per il suo nuovo sloop. I due marinai riescono a tornare a Duckport con la ruota e Moby ha così il denaro necessario per poter pagare Isidor. L'artigiano gli assicura che la sua sarà la migliore imbarcazione di sempre e si chiamerà Carbonella XL. Sentendosi in colpa per aver provocato l'affondamento dello sloop di Paper Hoog, Moby gli propone di entrare in società con lui e nasce così una nuova ciurma a Duckport.

### L'oro dello Sparviero
- Scritto da Alberto Savini
- Disegnato da Stefano Turconi (matite) e Roberta Zanotta (inchiostri)
- Pubblicato il 17 luglio 2001 su Topolino n. 2381

In uno dei suoi attacchi quotidiani contro Sagola, Trippa lascia cadere una targhetta che Azimuth scopre appartenere al leggendario brigantino denominato lo Sparviero appartenuto a un ricco ereditiere di nome Reginald O'Connors che scomparve misteriosamente insieme ad enormi ricchezze più di venti anni prima. Sagola nel frattempo scopre che Trippa è amico di Moby Duck e Paper Hoog, e su ordine del padrone, li segue nella speranza che questi li conducano al luogo dove il gabbiano ha trovato la targhetta. Azimuth invece riunisce la sua banda, comunicando loro di esser sicuro che il Capitano O'Connors non è altri che il guardiano del faro. Nella notte Sagola si intrufola nella barca di Moby Duck a recuperare una chiave che Trippa tiene in bocca, ma viene scoperto e fugge, mentre il gabbiano lascia cadere una chiave e scappa verso il faro. La mattina seguente i due paperi vanno a recuperare il gabbiano presso il faro, dove vengono accolti dal guardiano che spiega loro che Trippa lo va a trovare spesso per scroccare qualche pasto; si viene quindi a scoprire che sia la chiave, sia la targhetta provengono da lì. Nel frattempo giunge al faro Azimuth con la sua banda, intenzionato a prendersi l'oro del capitano, che gli cede tutto quello, che a detta sua, gli è rimasto a seguito del naufragio. Dopo che Azimuth se ne è andato, il capitano racconta ai paperi la propria storia, svelando di aver conservato numerose altre casse del proprio oro che è intenzionato a donare alla città di Duckport per realizzare opere di bene. Azimuth piuttosto arrabbiato per essere stato fregato osserva il discorso del sindaco, mentre al faro il benefattore viene ringraziato da una folla di barche.

### Destinazione Baytown
- Scritto da Alberto Savini
- Disegnato da Marco Palazzi
- Pubblicato il 24 luglio 2001 su Topolino n. 2382

Alla lotteria del paese, Paper Hoog vince un'imbarcazione che però, nonostante l'entusiasmo del papero, si rivela essere una brigantino malridotto dal nome Turacciolo Terzo appartenuta ad Azimuth, il quale per giunta vi lascia un foglio pieno di debiti. Per ripagarli, Moby Duck e Isidor la sistemano alla meno peggio e la mettono in vendita tramite un'inserzione sul giornale. Vengono quindi contattati: da un riparatore; da un potenziale acquirente che però chiede che la barca sia recapitata a Baytown; e da un certo signor Storm che, fraintendendo l'annuncio, li raggiunge a Duckport per offrire una crociera alla nipote Geraldina Storm. Dopo aver spiegato l'equivoco, tuttavia Moby Duck accetta di portarli in un breve giro fino a Baytown, dove incontreranno l'acquirente. Durante il viaggio, Geraldina, inizialmente riluttante, impara ad apprezzare la vita marinaresca e stringe un'amicizia speciale con Nina, che racconta di aver rifiutato le avances di un principe francese pur di non lasciare mai la Baia e i suoi amici. La pace viene interrotta da una banda di pirati (i Bassotti) che abborda la nave con l'intenzione di depredarla. Ordinano che gli sia preparata una zuppa, e Nina afferma che Geraldina è la cuoca. Le dona un ingrediente segreto (una potentissima camomilla, ma a lei non lo dice) per addormentare i pirati. La bambina si mette dunque a cucinare per la prima volta, ma i pirati pretendono che sia lei stessa ad assaggiare il pasto. Lei lo assaggia trovandolo buono, invece i pirati lo trovano così disgustoso da andarsene offesi. La stessa zuppa viene in seguito servita al resto dell'equipaggio, che la apprezza, e Moby giunge alla conclusione che i pirati ne fossero rimasti disgustati perché, semplicemente, non erano abituati a certe prelibatezze. Nel frattempo Trippa vi aveva maldestramente rovesciato tutto l'ingrediente segreto di Nina; si addormentano tutti tranne Geraldina, che così si ritrova a condurre da sola la barca fino a Baytown. Arrivati a destinazione, Moby Duck e Paper Hoog decidono di vendere la barca al signor Storm e a Geraldina, che finalmente ha ritrovato la felicità.

### Minaccia dal fondo
- Scritto da Alberto Savini
- Disegnato da Alessio Coppola
- Pubblicato il 31 luglio 2001 su Topolino n. 2383

Azimuth ha messo gli occhi su una nave che tra qualche mese approderà a Duckport con un carico d'oro. Per impadronirsene decide di far costruire un mezzo speciale, grazie a Wang che custodiva le carte del progetto. Si tratta di un sottomarino meccanico, dalle fattezze di un pesce, capace di affondare le navi grazie ad una grossa trivella posta sulla parte superiore. A pochi giorni all'arrivo della nave con l'oro, Azimuth fa testare a Sagola le capacità del mezzo sull'unica nave che esce ancora in mare, la Carbonella di Moby Duck e Paper Hoog,: il mezzo resta però incastrato sotto il loro scafo in una secca, e prima che Sagola possa pensare a una soluzione, un gabbiano si posa sulla bocca del tubo che fornisce aria al mezzo, così Sagola è costretto a fuggire. Moby Duck, immersosi per capire cosa c'era sotto, scopre il sottomarino e lo porta da Isidor. Azimuth arrabbiatissimo da tutto ciò ordina a Sagola di recuperare il mezzo e durante la notte Sagola riesce nell'intento. Il giorno del colpo Sagola è prossimo ad affondare la nave con l'oro, ma qualcosa va storto: anziché perforare lo scafo, il sottomarino si inabissa per poi tirare fuori una grossa rete. Moby Duck, infatti, aveva fatto modificare il mezzo per la raccolta delle ostriche. Alla fine, Azimuth insegue Sagola con l'intenzione di torchiarlo, servendosi del sottomarino.

### Carbonella S.P.A. (Servizio Posta Aerea)
- Scritto da Alberto Savini (trama) e Augusto Macchetto (sceneggiatura)
- Disegnato da Silvio Camboni
- Pubblicato il 7 agosto 2001 su Topolino n. 2384

Il postino di Duckport sta andando in pensione, così in città ci si chiede chi si occuperà della consegna di buste e pacchi. Azimuth, desideroso di porre il suo controllo sulla città, tramite il servizio postale, manda Sagola per vedere come procede la ricerca del nuovo postino. Al porto Moby Duck e Paper Hoog sostengono di avere la soluzione: far recapitare buste e pacchi grazie al gabbiano Trippa. I cittadini presenti sono perplessi, ma Trippa si dimostra all'altezza dell'incarico: apportando un disegno della destinazione, il gabbiano recapita la lettera tornando indietro con la risposta di consegna, in tempo record. I cittadini quindi, decidono di ingaggiare Trippa come nuovo postino. Azimuth, naturalmente incollerito per la scelta del nuovo postino, architetta un modo per sabotare la concorrenza: sceso nella sua cantina, prende un barattolo contenente dei tarli del bengala, regalo di un suo cugino, li versa in una scatola di legno, disegna un posto che non esiste a Duckport e ordina a Sagola di consegnarlo a Moby Duck e Paper Hoog, che si occupano del trasporto dei recapiti postali sulla loro nave, prima di darli a Trippa: in questo modo, quando i tre saranno in alto mare, i tarli faranno scempio dell'imbarcazione, e dell'equipaggio. Sagola, tenuto all'oscuro dei piani del suo padrone, teme per l'incolumità del pacco e decide di sigillarlo in una cassa di legno robusto rinforzato. Così inizia il servizio di "posta aerea" di Trippa, il quale svolge efficientemente il suo lavoro, ma a causa degli spuntini che ogni destinatario gli riserva, il gabbiano fa indigestione e Moby Duck decide di curarlo con un'alga digestiva. Arrivato il turno del pacco di Azimuth, che per poco non casca in mare, Paper Hoog constata l'inesistenza della destinazione del pacco, così Moby Duck fa rispedire al mittente il carico. Azimuth quindi, riceve la cassa di legno e pensando sia un altro regalo del cugino, una volta aperta, scopre malauguratamente il contenuto, iniziando a urlare il nome di Sagola che però è già intento a scappare con una barca a remi.

### Sulle tracce del nostromo
- Scritto da Alberto Savini (trama) e Marco Bosco (sceneggiatura)
- Disegnato da Marco Palazzi (matite) e Riccardo Sisti (inchiostri)
- Pubblicato il 14 agosto 2001 su Topolino n. 2385

Moby Duck e Paper Hoog, dopo aver abbandonato il lavoro di servizio postale[1], rinvengono nella loro cabina una lettera che si sono dimenticati a consegnare. Molto attento al dovere da ex postino Moby Duck s'impone di recapitare la lettera al destinatario. Aprendo la busta scopre quindi che il destinatario, un certo Nostromo McTurkey si trova proprio a Duckport. La lettera contiene inoltre il nome della sua imbarcazione: La Fandonia. Così dopo aver chiesto in giro per la baia alcune informazioni, senza però ottenere risultati, i due si dirigono da Lazy Jack il quale ricorda perfettamente del brigantino chiamato Fandonia visto che si ci è anche imbarcato ma sfortunatamente non sa dire che fine abbia fatto quel brigantino. Consiglia allora ai due amici di dirigersi a Baytown per parlare con l'armatore della nave. Intanto si iniziano a spargere voci infondate e assolutamente ingigantite che Moby e Paper Hoog abbiano in mano una lettera preziosissima. Le voci arrivano fino a Villa Azimuth dove Sagola racconta ad Azimuth che la lettera potrebbe contenere l'atto di proprietà di una miniera di diamanti. Azimuth sapendo che l'identità del nostromo è sconosciuta decide di mettere in atto uno dei suoi loschi piani mandando Sagola a spiare le mosse di Moby e Paper Hoog che intanto sono giunti fino a Baytown per parlare con il Signor Benson, l'armatore della Fandonia. Purtroppo non riescono a ottenere ulteriori informazioni su dove possa trovarsi il nostromo di cui nessuno sembra sapere più nulla. Intanto Azimuth approfitta della situazione e decide di camuffare Sagola, che dovrà impersonare proprio il nostromo Mc Turkey, in modo da potersi fare consegnare la lettera. Con l'aiuto di un altro sgherro che avvisa gli ignari Moby Duck e Paper Hoog fa congiungere i due paperi dal finto Mc Turkey i quali senza esitare, nonostante Trippa provi ad avvisarli che quello è un impostore, consegnano la lettera. Sagola porta quindi la lettera ad Azimuth ma essa gli viene sottratta da Trippa. Il gabbiano riporta la lettera ai suoi padroni che, non sapendo che quello era un impostore, sono infastiditi che Trippa abbia sottratto la lettera e che ora dovranno riportargliela. Sagola che vuole riprendersi la lettera sale sulla Carbonella XL finendo per essere aggredito da Trippa e da altri gabbiani giunti sull'imbarcazione scoprendo anche che la lettera è in mano a Moby. Vicino al molo Moby e Paper Hoog rincontrano Lazy Jack arrivato fino a Baytown per spiegare una volta e per tutta la faccenda ai due amici dopo aver scoperto che i due cercavano il nostromo McTurkey. Lazy rivela che Mc Turkey è il suo vero cognome e che faceva parte della ciurma del brigantino Fandonia. Moby consegna finalmente la lettera a Lazy Jack il quale leggendone il contenuto si fa una grossa risata e la butta via. Azimuth recupera la lettera gettata per terra scoprendo che il suo contenuto era solo una comunicazione di servizio da parte delle poste. Infuriato se la prende con Sagola legandolo all'ancora per avergli fatto perdere solo tempo.

### La resa dei conti
- Scritto da Alberto Savini
- Disegnato da Stefano Turconi (matite) e Roberta Zanotta (inchiostri)
- Pubblicato il 21 agosto 2001 su Topolino n. 2386

Azimuth è intenzionato a regolare i conti con Moby Duck e Paper Hoog e per far ciò si fa recuperare una mappa da Wang che raffigura la Terra del Fuoco. Dopo aver ottenuto tale mappa chiede poi al suo fedele servitore Sagola di segnare sulla mappa una X su un punto qualsiasi della mappa che rappresenterà il punto dove è sepolto un enorme giacimento di perle giganti dopodiché chiede anche al suo servitore di recarsi alla locanda di Nina fingendosi un pescatore delle Terre del Fuoco e consegnare tale mappa a Moby e Paper Hoog e cercare di convincerli a intraprendere questo lungo viaggio alla ricerca delle preziose ricchezze che offre quella terra. Il travestimento non sortisce nessun effetto poiché alla locanda tutti riconoscono Sagola, anche se non glielo dicono, tranne Paper Hoog che viene avvisato proprio dal suo amico Moby che quello è in realtà Sagola. Intanto nella sua villa Azimuth ha reclutato i Bassotti e i suoi sgherri a cui spetterà il compito di seguire la barca di Moby e colarla a picco una volta giunti a destinazione. Alla locanda Moby e gli abitanti di Duckport immaginando che Azimuth abbia in mente qualcosa di losco decidono di organizzare una contro offensiva utilizzando lo stesso piano che Azimuth aveva in mente per sbarazzarsi di loro. Quella mattina a Duckport si presenta quindi un abitante della Terra del fuoco, in realtà Lazy Jack travestito, che in piazza racconta delle enormi quantità di perle giganti e ricchezze che provengono dalla sua terra, mostrandone anche una. In ascolto ci sono anche Sagola e Wang che ascoltata la notizia corrono subito a riferire tutto al loro padrone. Azimuth venuto a conoscenza della notizia e che il punto segnato sulla mappa è in realtà proprio quello che hanno indicato sulla loro mappa data a Moby decide di precedere i suoi rivali ma sfortunatamente si trova a corto di mezzi per raggiungere la meta poiché il Rutilante è stato portato via per la sua missione. Intenzionato ad acquistare una barca nuova per raggiungere il bottino che lo aspetta Azimuth si rivolge a Isidor il quale, avendo ben in mente il piano organizzato con Moby, rifiuta la proposta di costruirgli una barca. Wang propone quindi al suo padrone di acquistare la Carbonella XL, l'imbarcazione di Moby e Paper Hoog. Trovando la proposta interessante manda quindi Sagola a prelevare i due paperi per portarli alla sua villa e contrattare con loro per il prezzo della Carbonella. Dopo un'estenuante trattazione Azimuth accetta di pagare la Carbonella XL venti volte il suo valore offrendo a Moby e Paper Hoog circa 20000 dollari con i quali i due paperi chiedono all'amico Isidor di costruirgli una nuova imbarcazione ancora più grande: la Carbonella XXL. Una settimana dopo a Duckport tutti iniziano ad apprezzare la lontananza di Azimuth dalla baia. Sagola su consiglio di Moby decide di godersi la villa per un po. Vicino alla Terra del fuoco, intanto, il folle piano che Azimuth aveva organizzato gli si ritorce contro poiché i pirati che lui stesso aveva mandato per affondare la Carbonella alla vista dell'imbarcazione, eseguendo gli ordini che gli erano stati ripartiti, lo affondano non sapendo che in realtà a bordo c'è proprio Azimuth. Nel duro scontro anche lil Rutilante e la barca dei Bassotti vengono affondate costringendo tutti a rimanere a vagare per le acque del posto in attesa che qualcuno possa recuperarli.

### Un rimedio per Trippa
- Scritto da Alberto Savini
- Disegnato da Stefano Turconi
- Pubblicato il 11 dicembre 2001 su Topolino n. 2402

Puntuale come ogni anno e senza tardare nemmeno di un secondo Trippa inizia a starnutire a causa del raffreddore autunnale, ma Moby Duck e Paper Hoog, sapendo che cosa è successo durante le altre volte in cui il gabbiano ha avuto il raffreddore, sono intenzionati a prendere rimedi. Iniziano quindi a interpellare gli abitanti di Duckport che gli offrono le più svariate soluzioni antiraffreddore che nonostante tutto continua a non passare tra Trippa che si mangia le cure e i pasticci combinati da Paper Hoog. Una settimana dopo il raffreddore di Trippa sembra essere passato con grande gioia di Moby e Paper Hoog che seduti sul molo domandano all'amico Lazy, che non sa il motivo per cui i due paperi festeggiano, cosa ne sa del raffreddore. Lazy risponde che il raffreddore dura almeno una settimana senza una cura e che è contagioso. Finito il discorso Moby inizia a starnutire così come tutta Duckport segno di un raffreddore imminente e Paper Hoog l'unico che sta bene decide di filarsela in crociera per paura di ammalarsi anche lui.

### Fuochi nella notte
- Scritto da Alberto Savini
- Disegnato da Stefano Turconi
- Pubblicato il 7 gennaio 2002 su Topolino n. 2406

Capodanno si avvicina, e Duckport si prepara a festeggiare con il tradizionale veglione, ma O'Connors rivela un imprevisto: a causa dell'assenza di Wang, bloccato alla Terra del Fuoco assieme ad Azimuth, ai Bassotti e all'equipaggio del Rutilante, saranno costretti a festeggiare senza fuochi d'artificio. Nina, tuttavia, promette che dal mare arriverà una soluzione. Nel frattempo una nave pirata avanza verso Duckport: il capitano, il corpulento e spietato Brake, ha ripescato nella terra del fuoco Azimuth e i suoi compagni, e li ha lasciati in vita solo per la promessa dell'oro da parte di Azimuth. Durante la traversata Brake si diverte a tormentare il magnate, spalleggiato da Wang, dai Bassotti e dall'equipaggio del Rutilante, costringendolo a pulire costantemente il ponte del suo veliero e trattandolo come un babbeo, messinscena sostenuta dallo stesso Azimuth col piano di cogliere di sorpresa il suo carceriere all'arrivo a Duckport. All'arrivo a Duckport, Brake si traveste da mercante su consiglio di Wang e promette di vendere fuochi artificiali al popolo di Duckport, chiedendo di essere pagato in oro e di avere accesso al caveau della banca per evitare di essere ingannato. Moby Duck e Paper Hoog sono riluttanti ad accettare l'offerta del forestiero, e chiedono di vedere la merce. Wang, così, fabbrica dei fuochi d'artificio con la polvere da sparo, e Brake ne porta uno a Duckport, venendo creduto. Intanto Sagola, dall'alto della villa abbandonata di Azimuth, scorge il suo padrone sul ponte della nave di Brake e si affretta a ripulirla, avendola lasciata nel caos durante la sua inattività. Il piano di Brake funziona, Moby Duck, Paper Hoog, Isidor e O'Connors vengono presi in ostaggio nell'ignoranza degli altri cittadini, occupati nei preparativi del veglione e a proteggere le cibarie da Trippa. Moby si rincontra con Azimuth, e Brake rivela di essere sempre stato al corrente della sua messinscena del fingersi ingenuo e stupido. Azimuth, livido di rabbia frustrata, aggredisce Wang, e viene gettato in mare da Brake assieme a lui e a tutti i loro uomini. Alla deriva in acqua, congelati fino alla vita, Wang e gli altri subiscono l'ira del loro capo che ordina loro di autoproclamarsi babbei. Nel frattempo Moby Duck e gli altri riescono a scappare dalla nave di Brake, che li lascia andare essendo interessato solo all'oro, e raggiungono i loro concittadini sul pontile, dove fanno scoppiare l'unico fuoco artificiale ottenuto da Wang. Tutti insieme festeggiano il nuovo anno, mentre l'unico fuoco sparato atterra sul ponte della nave di Brake, dove raggiunge gli altri fuochi fabbricati da Wang, facendoli scoppiare tutti assieme e distruggendo la nave del pirata. I protagonisti festeggiano il nuovo anno, Sagola fa gli auguri a Trippa chiedendo almeno un biscotto, e Azimuth si prepara a ricominciare più cattivo di prima.

### L'isola dei pirati
- Scritto da Augusto Macchetto
- Disegnato da Marco Palazzi
- Pubblicato il 30 aprile 2002 su Topolino n. 2422

Un mercantile viaggia al largo di Duckport e incrocia un'isola mai vista prima: mentre scendono ad esplorarla vengono attaccati dai Bassotti e imprigionati. Sulla costa Moby Duck cerca di partecipare a una festa cittadina per raccogliere fondi per un nuovo molo, ma essendo lontano dal mare viene affetto dal "mal di terra". Per aiutarlo a riprendersi, i presenti iniziano a cantare la canzone marinaresca Anchors Aweigh. Moby e Paper Hoog ripartono con il carico delle donazioni, tra cui un orologio dato da Isidor che ha come suoneria proprio Anchors Aweigh. Intanto Azimuth si rivela essere in combutta con i pirati, e con uno specchio segnala loro la posizione della Carbonella. Moby Duck e Paper Hoog vengono portati via e imprigionati nell'isola, che si rivela essere una gigantesca struttura composta dagli scafi di decine di navi abbordate, con cui possono viaggiare senza farsi mai riconoscere. La Carbonella viene messa da parte e i due vengono imprigionati assieme a tutte le altre vittime, ma Trippa divora tutte le provviste dei pirati che si ritrovano costretti a chiedere il vitto ad Azimuth. Dalla finestra della sua cella Moby riconosce il faro dell'Isola delle Nebbie e propone di chiamare aiuto, ma nessuno li sente per il vento forte. Ritrova allora l'orologio di Isidor e quando tutti dichiarano di conoscere l'Anchors Aweigh, Moby organizza un coro collettivo nella speranza che basti a superare il vento. Vengono uditi e liberati: Azimuth se la cava con una scusa affermando di essere la prossima vittima futura dei pirati (e rivelandosi un pessimo cantante), e l'isola semovente viene donata a Moby Duck come possibile cura del mal di terra.

### Scacco al re
- Scritto da Massimiliano Valentini
- Disegnato da Paolo Mottura
- Pubblicato il 9 luglio 2002 su Topolino n. 2432

Moby Duck e Paper Hoog, pescano degli scacchi dalla particolare intagliatura e li portano alla locanda della Perla Nera. Lì, Il guardiano del faro O'Connors, rivela che essi appartenevano ad un certo re Tabi e che secondo la leggenda, con tutti gli scacchi, assieme ad una scacchiera trovata da O'Connors tempo addietro, si dovrebbe trovare il luogo dove è nascosto un tesoro. Sagola, origliando ciò, riferisce tutto ad Azimuth, il quale si mette alla ricerca degli altri pezzi. I giorni passano, finché sia Paper Hoog che Moby Duck che Azimuth trovano tutti i pezzi. Azimuth manda Sagola a rubare i pezzi in mano agli altri due, ma lo sgherro fallisce a causa di Trippa. Allora Azimuth si presenta in casa di O'Connors, per patteggiare con Moby Duck e Paper Hoog, nella ricerca del tesoro. Le due squadre si accordano restando però in allerta e cominciano a posizionare gli scacchi, ma dopo aver finito non succede niente. O'Connors ritiene che la causa sia Re Tabi: quando fu inventato il gioco degli scacchi, i tabi erano vari tipi di disposizioni dei pezzi, per rendere più stimolante la lotta strategica, così il gruppo tenta con la più antica disposizione. Il tentativo funziona e dalla scacchiera esce una mappa: dalle coordinate, si scopre che si tratta della tenuta di Azimuth il quale, per diritto di proprietà, ritiene suo il tesoro e scappa con Sagola. Moby Duck e Paper Hoog, sono rattristati nel non poter sapere in cosa consiste il tesoro, ma O'Connors rivela un retroscena: oltre alla scacchiera, trovò un libro firmato da Sean MCowen, il quale era un giocatore di scacchi imbattibile, da qui il soprannome di Re Tabi. Quindi se Re Tabi non era un vero re, non può esistere un vero tesoro. Azimuth e Sagola, raggiungono una stanza sotterranea con una porta di ferro che forzano senza problemi, ma Azimuth scopre che la sala è vuota. Tuttavia c'è una scritta sul muro lasciata da Sean: questi, dichiara che prima di entrare bisognava far bloccare un meccanismo di cui non dà spiegazioni. Azimuth, immerso nella lettura, scopre che Sean aveva trovato la mossa vincente per battere qualunque avversario a scacchi, ma prima che possa scoprirlo viene distratto da Sagola, accortosi che il meccanismo sopracitato, sta facendo inondare di acqua la sala. Emersi nei pressi della scogliera, Azimuth è furibondo con Sagola, poiché a causa sua, non potrà mai sapere la mossa vincente degli scacchi scoperta da Re Tabi. Intanto O'Connors cerca di insegnare a Paper Hoog come si gioca a scacchi, con scarsi risultati.

### La ballata della saetta
- Scritto da Stefano Ambrosio
- Disegnato da Marco Palazzi
- Pubblicato il 30 luglio 2002 su Topolino n. 2435

Durante una celebrazione annuale a Duckport, in una giornata di fittissima nebbia, Moby Duck e Paper Hoog incrociano un veliero abbandonato dal nome illeggibile e decidono di portarlo a Duckport per ristrutturarlo e usarlo come attrazione turistica. I lavori di ristrutturazione si rivelano però difficili e ricchi di incidenti, e un'ondata di sfortuna sembra colpire la città: una fornitura di orzata ordinata da Nina finisce inutilizzabile per delle botti bucate e Trippa non riesce ad afferrare il cibo dai vassoi come un tempo. Anche Azimuth viene colpito dalla cattiva sorte: la chiave della sua villa si rompe nella serratura, bloccando fuori lui e Sagola, e manda dunque il suo scagnozzo a prendere la chiave universale all'emporio di Wang. Nel frattempo Moby Duck e Paper Hoog trovano il diario di bordo del capitano della nave abbandonata e lo fanno esaminare a O'Connors: qui si scopre che il suo nome è Saetta ed era di proprietà di Capitan Tempesta, un temuto pirata che conservava il suo bottino in scrigni che solo lui poteva aprire, tramite una chiave a forma di fulmine che portava al collo. Un giorno l'equipaggio, stanco delle sue tirannie, decise di ammutinarsi nei pressi di Duckport; Capitan Tempesta riuscì a fuggire, ma smarrì la chiave a forma di fulmine e giurò vendetta su Duckport e sui suoi cittadini. Sagola, di ritorno alla villa non con la chiave universale ma con un mazzo contenente "tutte le chiavi dell'universo" ode menzionare il tesoro e corre ad avvisare il suo padrone. Moby Duck e Paper Hoog decidono che l'unico modo per liberarsi della sfortuna sia affondare la Saetta al largo; nel frattempo Sagola e Azimuth cercano un tesoro nella stiva, ma non trovando niente decidono di nascondersi in attesa che sia Moby Duck a trovarlo per loro, così da sottrarglielo. Solo quando Moby, raggiunto il largo, inizia a colpire lo scafo con un'ascia, Azimuth e Sagola si mostrano e ordinano di essere condotti al tesoro. Moby è convinto che non vi sia alcun tesoro, e continua imperterrito il suo lavoro. Sagola tenta di neutralizzarlo lanciandogli contro il mazzo di chiavi (tramortendo invece Azimuth) e nel colpo si stacca da esso proprio la chiave a forma di fulmine, finita chissà come nelle mani di Wang. Moby deduce che l'unico modo per fermare la sventura sia depositare la chiave a fulmine nella Saetta e lasciare che sia la tempesta, sempre più forte, ad affondarla. I tre fuggono assieme a Paper Hoog a nuoto verso la Carbonella, e sott'acqua Azimuth intravede un forziere che affonda: si immerge per prenderlo, ma Moby Duck lo trascina via. Il magnate è furioso, convinto di aver perso un tesoro, ma Moby insiste che il tesoro non c'è mai stato. Mentre Sagola si preoccupa per la reazione di Wang alla perdita del mazzo di chiavi, il sole torna a splendere su Duckport, e la chiave a fulmine, infilandosi nel baule ormai sommerso, rivela che il tesoro c'era.

### La previsione imprevista
- Scritto da Riccardo Secchi
- Disegnato da Daniela Vetro
- Pubblicato il 20 agosto 2002 su Topolino n. 2438

È una giornata di tempesta e Moby Duck e Paper Hoog assistono al naufragio di un brigantino. I tre membri dell'equipaggio rimasti (palesemente dei pirati) affidano loro un carico insolito: una gazza ladra, di nome Molly, destinata ad Azimuth Van Quack. Il magnate è contento del regalo, dato che Molly continua a rubacchiare collane e bracciali, ma è deluso che il carico, inviatogli dalla Somalia dal cugino pirata Rubery de Ladresque, sia andato perduto. Decide allora, assieme a Wang e Sagola, di tentare un commercio meno rischioso, rammaricandosi di non poter sapere in anticipo cosa vogliano i clienti. Ma come evidenzia Sagola, un modo c'è: Nina, la locandiera, è in grado di vedere nel futuro tramite i suoi tarocchi. Azimuth incarica quindi Sagola di rubarli: lo scagnozzo vi riesce, e di ritorno alla villa viene obbligato a compiere la previsione, fallendo. È allora che a Wang viene un'idea: i poteri da veggente di Nina vengono dai suoi orecchini, una perla bianca e una nera, che forniscono un tipo particolare di energia. Stavolta è Molly a compiere il furto: al risveglio Nina è disperata e cerca freneticamente i suoi gioielli assieme a Moby Duck e Paper Hoog. I tre trovano una piuma di gazza ladra e deducono che Azimuth fosse il mandante del furto: costruiscono così un particolare congegno che permette loro di vedere nello studio del magnate, dove Sagola tenta una seconda previsione, e sussurrano all'orecchio dello scagnozzo un acquisto sicuro. Azimuth ne ordina subito un vasto campionario, eccitato all'idea di arricchirsi in fretta. Il carico si rivela essere una partita di nani da giardino, fallimentari: mentre Azimuth si sfoga sul suo assistente, Nina riceve in regalo un nuovo paio di orecchini identici ai precedenti, e ringrazia soddisfatta gli amici.

### L'enigma del quadro
- Scritto da Massimiliano Valentini
- Disegnato da Daniela Vetro
- Pubblicato il 25 marzo 2003 su Topolino n. 2469

A Duckport capita un forestiero, Josh Sullivan, in cerca di un quadro appartenuto a un suo antenato ammiraglio che dovrebbe contenere un indizio per un tesoro. Il quadro si trova nelle mani di Azimuth van Quack, che in quel momento riceve una visita sgradita: il suo vecchio tormentatore, il capitano Brake, è giunto a chiedergli un accordo. Intende derubare l'Hesperia, una nave carica di smeraldi, e richiede l'aiuto del magnate nel nascondere il bottino in fretta. Azimuth accetta, ma ordina al pirata di farsi accompagnare da lui all'arrembaggio, dicendo di non fidarsi. In realtà i due pianificano di derubarsi rispettivamente: Brake intende assaltare la villa del magnate durante la sua assenza e derubarla, mentre Azimuth si mette in contatto con i suoi pirati per un contrattacco. Il giorno dopo Moby Duck, Paper Hoog e Trippa accompagnano Sullivan alla villa di Azimuth, col piano di fingersi giornalisti per vedere il quadro. Nel frattempo i pirati di Brake legano Sagola e svuotano completamente la villa: il tirapiedi si libera attirando Trippa con una galletta e richiede l'aiuto dei protagonisti. Quando trovano il Rutilante sabotato Sagola si lascia scappare il nome di Brake e Moby Duck lo interroga. Intanto Brake abbatte senza fatica l'Hesperia e si fa indicare da Azimuth l'isola segreta dove dovrebbero seppellire il bottino. Sagola, Moby e Josh Sullivan raggiungono le scialuppe con gli uomini di Brake, che si arrendono quando Trippa divora tutte le loro provviste. Sull'isola, la ciurma di Brake viene aggredita dai Bassotti, ma il pirata non si scompone. Nei bauli sono infatti nascosti dei sassi. Azimuth e i suoi vengono preso sopraffatti, e mentre il pirata si allontana il magnate giura vendetta. Brake rivela allora ad Azimuth di avergli svuotato la villa e aver presumibilmente fatto del male a Sagola. Azimuth pare arrendersi per un attimo, ma pochi attimi dopo, in preda al consueto attacco di rabbia, ordina ai pirati di inseguirlo. Essi sono però privi di nave: in preda all'ira, Azimuth si fa scappare che darebbe "qualunque cosa" per fermare Brake. Qui viene raggiunto da Moby Duck, riabbraccia contento Sagola e scopre che Brake è stato fermato da un attacco congiunto di Paper Hoog, Nina, Isidor, O'Connors e Lazy Jack. Josh richiede finalmente il quadro, che Azimuth gli cede su consiglio di Sagola, convinto che si tratti di un marinaio incolto che non conosce l'arte. Analizzando il quadro, Moby e i suoi amici riconoscono Wang nel cuoco di bordo, e lo interrogano. Il commerciante si limita a fornire un elenco dei nomi dei personaggi ritratti, in un ordine preciso. Le loro iniziali formano il nome Dowsett, una baia dove Sullivan si reca senza indugio. Tempo dopo, difatti, trova il tesoro, scatenando naturalmente l'ira di Azimuth ai danni di Sagola.

### Una questione d'orgoglio
- Scritto da Gianfranco Cordara e Massimiliano Valentini
- Disegnato da Marco Palazzi
- Pubblicato il 10 giugno 2003 su Topolino n. 2480

Mentre Azimuth, dall'alto della sua villa, attende l'arrivo del suo cutter il Lestofante, un altro cutter guidato da un pomposo sconosciuto, il Master Of The World, approda a Duckport. Il capitano, tale Lord Duckbatten, è un vincitore plurimo di gare marine intento in un giro del mondo da record, e tratta con grande spocchia prima Moby Duck e Paper Hoog, a cui chiede indicazioni, poi Isidor, a cui richiede riparazioni alla barca, e infine Nina, alla cui locanda pasteggia. Sdegnato dalla supponenza del nuovo arrivato, Moby Duck lo sfida a una gara di velocità marina con la Carbonella, mettendo in palio una preziosa coppa d'oro massiccio. Duckbatten accetta di battersi solo contro una nave uguale alla sua, e i protagonisti sono costretti a rivolgersi all'unica persona che conoscono che possieda un cutter: Azimuth. Il magnate ha ricevuto proprio tramite il Lestofante un carico di caffè contrabbandato dal Brasile, ma pur temendo di farsi scoprire accetta la sfida desideroso di ottenere la coppa d'oro, a condizione che a bordo si trovi anche Sagola. Durante la notte il magnate ordina al suo tirapiedi di tenere d'occhio i container del caffè, ancora legati allo scafo del Lestofante. Arriva il giorno della grande gara: alla guida del Lestofante vi sono Moby, Paper Hoog, Sagola, Lazy Jack e Isidor. Alla partenza il Lestofante si muove appena, e presto Moby e gli altri trovano i container del caffè. Sagola si lascia scappare la loro natura, e Moby taglia i cavi, promettendo di consegnarli alla guardia marina. Il Master Of The World è in vantaggio, ma Moby sa che Duckbatten sbaglierà una curva stretta per la troppa brama di vincere. E così accade: il Master rimane incagliato su una secca e viene facilmente superato. In dittura d'arrivo l'equipaggio del Lestofante è costretto a buttare a mare tutti i suppellettili e quasi tutti i membri dell'equipaggio pur di alleggerirsi, ma con Moby Duck al timone riescono a vincere. Azimuth chiede subito a Sagola che fine abbia fatto il suo carico, ma prima che possa arrabbiarsi per la sua scomparsa viene preso alle spalle e portato in trionfo, poiché la barca vincitrice era sua. Deve però accettare di non poter avere la coppa d'oro, e si limita a godersi un'occasione di vittoria in cui per la prima volta non è il cattivo. Lord Duckbatten si ritira, promettendo però di tornare quattro anni dopo.

### La locanda delle sette conchiglie
- Scritto da Giorgio Figus
- Disegnato da Silvio Camboni
- Pubblicato il 15 luglio 2003 su Topolino n. 2485

Moby Duck e Paper Hoog sono di ritorno a Duckport e affamati, visto che Trippa si è divorato tutte le scorte, vanno alla ricerca di una locanda aperta poiché in città, a causa del giorno festivo, è tutto chiuso. Su consiglio di un passante decidono di dirigersi alla Locanda delle Sette Conchiglie, situata sul promontorio delle sirene, dove un tempo si radunavano tutti i marinai. Arrivati alla locanda, un poco malmessa, incontrano John Halfsailor, il proprietario, a cui Trippa sembra piacere molto. È un ex marinaio che spera che un giorno la sua locanda torni allo splendore di prima, e che offre ugualmente da mangiare a Moby e Paper Hoog nonostante la locanda non sia ancora riaperta. Dopo una bella abbuffata John propone a Moby e Paper Hoog di rimanere li ancora qualche giorno per aiutarlo a risistemare la locanda; in cambio potranno ancora godere della buonissima zuppa che hanno appena mangiato, e i marinai accettano molto volentieri. Il giorno dopo iniziano i lavori per rimettere in piedi la locanda e mentre lavorano notano che Trippa sparisce ogni giorno per poi tornare con la pancia piena. Tempo dopo la locanda è finalmente pronta e i primi clienti iniziano ad arrivare. Intanto nella sua villa Azimuth sta leggendo un vecchio diario di bordo del capitano Jack Barbagrigia per cercare di ottenere il suo tesoro mai trovato scoprendo che è stato nascosto in una grotta del promontorio delle sirene dal quale si può accedere passando per la Locanda delle Sette Conchiglie. Sagola fa però sapere al suo perfido capo che la locanda non è accessibile per via della troppa folla che c'è a causa della riapertura del locale per via delle sue specialità prelibate. Sagola annuncia anche che i camerieri del locale sono Moby e Paper Hoog e che inoltre il locale di Azimuth, "Al Famelico Avventore", inizia a perdere clienti a favore della nuova locanda. Parlando con Nina Moby Duck e Paper Hoog esprimono alla cartomante la loro intenzione di tornare a solcare i mari ora che la locanda è avviata, ma lei gli comunica secondo una previsione dei suoi tarocchi che una grande contesa sta per arrivare. Intanto Azimuth decide di far boicottare la Locanda delle Sette Conchiglie, visto che è intenzionato a ottenere il tesoro, migliorando la cucina del suo ristorante assumendo cuochi di varie nazionalità. Nonostante tutto i clienti continuano a preferire le specialità preparate da John Halfsailor. Molto arrabbiato Azimuth decide allora di passare alle maniere forti portando con sé alla locanda alcuni tipi poco raccomandabili. Durante la battaglia Trippa si allontana in volo e Moby e Paper Hoog si convincono che li abbia abbandonati. Moby, Paper Hoog e John vengono fatti prigionieri e dopo aver raccontato del tesoro Azimuth trova la botola di accesso alla grotta dove pensa sia nascosto. Proprio allora arriva alla locanda un nuovo arrivato insieme ai suoi uomini che cacciano via Azimuth e i suoi sgherri. È il capitano Spyron, del veliero Orsa Maggiore da poco approdato a Duckport, che svela di conoscere molto bene John visto che per molti anni è stato il suo cuoco di bordo, e di conoscere molto bene anche Trippa, che è stata la loro mascotte. Moby capisce così anche dove spariva ogni giorno il gabbiano, e scopre anche che è stato proprio lui ad avvisare Spyron e i suoi del pericolo che stavano correndo. Tutti assieme decidono allora di andare a vedere cosa si nasconde all'interno della botola dove all'interno della grotta trovano due grossi scrigni con numerose spezie rarissime. E così la locanda diventa, anche grazie a nuove gustose ricette preparate con le spezie trovate, famosissima in tutto il mondo, e Trippa avrà sempre un tavolo riservato dove sarà servito da John Halfsailor in persona.

### Capodanno con inganno
- Scritto da Alberto Savini
- Disegnato da Marco Palazzi
- Pubblicato il 4 gennaio 2005 su Topolino n. 2562

Dopo una lunga traversata in mare, Moby Duck e Paper Hoog rientrano a Duckport e trovano la città deserta, con tutte le porte chiuse. L'unico cittadino in giro è Sagola, che si introduce di nascosto nella Perla Nera e inizia a scavare per terra. Si scopre che in un libro dell'infanzia di Azimuth ("molto antico, allora", scherza Sagola) si parlava del Corsaro a Pois, che avrebbe seppellito il suo tesoro proprio nell'area di Duckport. Sagola trova inoltre un capello bianco sulla testa del suo padrone, che diventa paranoico e costringe Sagola a tingergli i capelli di nero. Quando grazie a Wang scopre che il tesoro si troverebbe proprio sotto il terreno dove sorge la Perla Nera, Azimuth ordisce un piano: organizzare nella sua villa la tradizionale festa di fine anno, e mandare Sagola a cercare il tesoro con la scusa di prendere i fuochi artificiali. Alla festa Azimuth è nervoso e Wang lo stuzzica perché la sua tintura per capelli si scioglie e gli gocciola in fronte, avendo Sagola comprato senza chiedere un colore lavabile. Il magnate si versa in testa una brocca d'acqua, pianificando di fargliela pagare. Presto Moby Duck e Paper Hoog notano la carrozza di Azimuth davanti alla Perla Nera: Sagola viene colto di sorpresa e colpisce con la pala una lampada, che accende dei fuochi artificiali. I tre riescono a salvarsi, ma la Perla Nera viene travolta da un incendio. Dalla villa di Azimuth, i cittadini si accorgono del fattaccio, e quando il magnate accorre a ristabilire l'ordine, vedendo i suoi capelli bagnati, decidono di bagnarsi anch'essi la testa per resistere al calore, devastandogli il salotto. L'incendio viene domato, mentre Sagola spiega a Moby e Paper Hoog il piano del suo padrone, e Nina si dispera alla vista della sua locanda distrutta. Proprio allora Trippa si immerge nell'acqua in cerca di qualcosa da mangiare, e trova dell'oro: il tesoro del Corsaro a Pois, che Nina desidera usare per ricostruire daccapo la Perla. In quel momento sopraggiunge Azimuth, che viene zittito in fretta con la notizia che l'oro appartiene a Nina, e dileggiato ancora da Wang per i suoi capelli bianchi. Nina compra una partita di fuochi artificiali e organizza festa tutta la notte.

### Il Lindorn
- Scritto da Massimiliano Valentini
- Disegnato da Marco Palazzi
- Pubblicato il 5 aprile 2005 su Topolino n. 2575

Dall'alto del suo faro, O'Connors riconosce una scialuppa in balia della tempesta e suona l'allarme. Moby Duck, Paper Hoog e Lazy Jack accorrono al salvataggio. Il capitano, Bjornsen, afferma che ad affondare la sua nave, la Viking, fosse stato un Lindorn, un temibile serpente marino, ma Moby Duck rifiuta di crederci. Tuttavia la voce del Lindorn basta a spaventare tutti i marinai: solo la Carbonella esce in mare, dato che Moby non crede al mostro, e si sorprende nel non trovare alcun relitto della nave di Bjornsen, cominciando a sospettare del nuovo arrivato. Intanto un gruppo di scienziati, guidati da McEdwards, si presenta a Duckport allo scopo di studiare il Lindorn, e riscuotono immediatamente l'interesse di Azimuth, che offre loro il suo brigantino Rutilante per le loro ricerche in cambio di soldi. Spiando Bjornsen, Moby scopre che il capitano e i suoi uomini pianificano di scappare durante la notte, ma nell'inseguimento a terra li perdono di vista. Intanto gli scienziati cominciano ad abbandonare la ricerca per la mancanza di prove, e Azimuth, col rischio di perdere il loro guadagno, organizza una farsa facendo costruire un finto Lindorn meccanico, guidato da Sagola e dai Bassotti. Ma la sua messinscena viene interrotta quando la Viking, mai naufragata e inseguita da Moby e Paper Hoog, lo investe distruggendolo. Intanto Bjornsen intravede una forma nella nebbia che ritiene essere un effettivo Lindorn, e nella manovra di fuga investe uno scoglio e naufraga. Dopo essere salvati da Moby e dagli altri, i marinai si rivelano pirati, desiderosi di riprendersi un bottino e usando la scusa del Lindorn per coprire la propria fuga. In realtà quello che li ha spaventati è un Lindorn effettivo, ma ormai nessuno ci crede più, e un infuriato Azimuth è lasciato solo a prendersela con Sagola.

### Dov'è Trippa?
- Scritto da Alberto Savini
- Disegnato da Stefano Intini
- Pubblicato il 14 giugno 2005 su Topolino n. 2585

È una storia interattiva: i lettori hanno il compito di risolvere un mistero in corso passando da una pagina all'altra seguendo le indicazioni riportate alla fine di ciascuna. Moby Duck e Paper Hoog si preparano a festeggiare il compleanno di Trippa (di cui non ricordano l'età, e risolvono la cosa con una candela a forma di punto interrogativo), ma il gabbiano non si trova e i due partono alla sua ricerca. Si potrà così interagire con tutti i personaggi già incontrati nelle storie: Nina, Isidor, O'Connors, Lazy, Azimuth, Sagola, Wang e i pirati, ma anche il capitano Brake, Geraldina e l'ammiraglio Storm. Grazie a una piuma trovata nel magazzino di Wang, i protagonisti risalgono alla colpevolezza di Azimuth - avendo i garzoni visto il magnate e Sagola partire all'inseguimento del gabbiano - e lo raggiungono per ottenere la sua firma ed entrare a investigare. Azimuth si rifiuta di aiutare i protagonisti, ma quando accorre Sagola con una missiva del capitano Brake riguardante un rapimento gli urla ferocemente addosso. Tentano quindi di interrogare Sagola, che se messo alle strette rivela che il suo padrone ha sì organizzato il rapimento del gabbiano, ma non sa se l'abbia commissionato ai Bassotti o a Brake dato che "il padrone non gli dice mai niente". Moby e Paper Hoog escludono che si tratti di Brake data la sua rivalità con Azimuth, e incrociano effettivamente la nave dei Bassotti, dove trovano anche Brake e Geraldina assieme al nonno: i pirati di Brake, come i Bassotti in "Destinazione Baytown", erano rimasti disgustati dall'ottima cucina della bambina e si erano ammutinati scaricando Brake ai Bassotti. In un agguato al covo della banda, Moby e Paper Hoog ricattano Nonno Bassotto prelevando il suo registro dei saccheggi e scoprono che Trippa era stato incatenato. Raggiungono quindi Rock, il fabbro, che indica ai due una possibile via di fuga: l'Isola delle Nebbie. È proprio là, sotto lo sguardo vigile di O'Connors, che i due rincontrano il loro amico, che pasteggia felice assieme a sua sorella e ai suoi nipoti Lardo, Cotica e Zampone. I due marinai possono quindi festeggiare il compleanno del gabbiano, assieme a tutti i loro amici e persino ai Bassotti e Brake, mentre Azimuth e Wang rimuginano dall'alto della loro villa e Sagola, non visto, fornisce ai lettori la soluzione del gioco.

### Il tesoro dell'oceano
- Scritto da Massimiliano Valentini
- Disegnato da Alessio Coppola
- Pubblicato il 23 agosto 2005 su Topolino n. 2595

Moby Duck e Paper Hoog sono appena tornati a Duckport dopo un'estenuante giornata in mare. Alla locanda Perla Nera trovano ad aspettarli una loro vecchia conoscenza: Josh Sullivan, che li informa di essere alla ricerca del famoso tesoro del pirata Arrembajos. Il giorno dopo i tre amici sono già in partenza per l'avventura. A bordo della Carbonella XL vi è anche un clandestino: Sagola. Il marinaio si è imbarcato sotto ordine di Azimuth per tentare di impossessarsi del tesoro. Dopo una ricerca non troppo lunga la ciurma dello sloop riesce a ritrovare l'Oceano, il galeone di Arrembajos a bordo del quale c'è un pesante forziere. Proprio in quel momento arriva Sagola, che cogli impreparati Moby Duck e i suoi amici e li immobilizza con delle corde. Poi a bordo della Carbonella XL e assieme al forziere ritorna a Duckport. Josh riesce a liberarsi e slega Moby e Paper Hoog. I tre ritornano a Duckport a bordo dell'Oceano in tempo per assistere alla scena di un infuriato Azimuth che insegue Sagola. Il baule infatti conteneva soltanto porcellane. Alla fine Moby e Paper Hoog riescono a trovare il tesoro del pirata. Arrembajos aveva fuso il suo oro e aveva creato una polena che aveva posto sulla prua della sua nave. Così proprio sotto gli occhi di tutti, il tesoro era perfettamente nascosto.

## Personaggi

### Personaggi principali
- Moby Duck, un bravo e generoso marinaio a caccia di mille emozionanti avventure e sempre alla ricerca di qualche tesoro scomparso.
- Paper Hoog, il valido assistente di Moby Duck, un po' meno imbranato rispetto alla sua controparte.
- Trippa, un ingordo e affamato gabbiano (non antropomorfo) nonché mascotte di Moby Duck e Paper Hoog.

### Personaggi secondari
- Nina, colei che gestisce la locanda del paese, la Perla Nera.
- Isidor, è il carpentiere del paese, amico di Moby Duck.
- Reginald O'Connors, guardiano del faro, conosce molte storie e leggende di Duckport.
- Lazy Jack, vecchio marinaio e postino del paese.

### Antagonisti
- Azimuth Van Quack, magnate ricco, sinistro, crudele e senza scrupoli che trama i loschi piani per arricchirsi e controllare Duckport, è il principale antagonista della saga.
- Sagola, tuttofare al servizio di Azimuth. È lui che mette in atto i diabolici piani ideati dal suo padrone, tuttavia finisce sempre nei guai, o per sfortuna o per incapacità.
- Wang, astuto commerciante cinese alleato di Azimuth.
- Banda Bassotti, in questa serie è una banda di pirati che amano depredare i carichi delle navi. I personaggi sono gli unici cattivi della Banda Disney di Paperopoli che appaiono in questa avventurosa saga.
- Capitano Brake, avido e losco capitano della sua ciurma dei pirati in cerca dei leggendari tesori.

## Ristampe
Dall'ottobre 2016 Panini Comics ha cominciato a riproporre la saga nella collana Disney Definitive Collection, in volumi monografici che raccolgono cinque storie ciascuno.
| Volume collana | Titolo                          | Puntate | Data di uscita   |
| -------------- | ------------------------------- | ------- | ---------------- |
| 13             | Le storie della Baia - volume 1 | 3       | 15 ottobre 2016  |
| 18             | Le storie della Baia - volume 2 | 4       | 15 luglio 2017   |
| 32             | Le storie della Baia - volume 3 | 7       | 10 novembre 2019 |
| 33             | Le storie della Baia - volume 4 | 6       | 13 marzo 2020    |